# Список цветочных эмблем Австралии
Ниже представлен список цветочных эмблем Австралии.
| Область представления              | Фотография | Общеупотребительное название                                        | Номенклатурное название |
| ---------------------------------- | ---------- | ------------------------------------------------------------------- | ----------------------- |
| Австралия                          |            | Акация густоцветковая (Golden Wattle)                               | Acacia pycnantha        |
| Австралийская Столичная Территория |            | Валенбергия славная (Королевский колокольчик, Royal Bluebell)       | Wahlenbergia gloriosa   |
| Виктория                           |            | Эпакрис вдавленный (Розовый или Простой Вереск) Pink (Common) Heath | Epacris impressa        |
| Западная Австралия                 |            | Анигозантос Манглеза (Red and Green Kangaroo Paw)                   | Anigozanthos manglesii  |
| Квинсленд                          |            | Дендробиум фаленопсис (Cooktown Orchid)                             | Dendrobium phalaenopsis |
| Новый Южный Уэльс                  |            | Телопея прекрасная (New South Wales Waratah)                        | Telopea speciosissima   |
| Северная территория                |            | Хлопчатник Стёрта (Пустынная роза Стёрта) Sturt’s Desert Rose       | Gossypium sturtianum    |
| Тасмания                           |            | Эвкалипт шаровидный (Tasmanian Blue Gum)                            | Eucalyptus globulus     |
| Южная Австралия                    |            | Свайнсона прекрасная (Пустынный горох Стёрта, Sturt’s Desert Pea)   | Swainsona formosa       |